# Tropaeolum ciliatum
Tropaeolum ciliatum är en krasseväxtart. Tropaeolum ciliatum ingår i släktet krassar, och familjen krasseväxter.

## Underarter
Arten delas in i följande underarter:
- T. c. ciliatum
- T. c. septentrionale